# میلاد نوری
میلاد نوری (زاده ۱۳ اردیبهشت ۱۳۶۵ - دزفول) بازیکن فوتبال ایرانی است که در پست هافبک بازی می‌کند. وی سابقه عضویت در تیم‌های فولاد خوزستان، استیل آذین، استقلال تهران، ابومسلم، استقلال اهواز، صبای قم و راه‌آهن را در کارنامه ورزشی خود دارد همچنین برای تیم ملی امید ایران نیز در ۱۰ بازی به میدان رفته‌است که حاصل آن ۵ گل بوده‌است.
همچنین او توسط کارلوس کیروش به تیم ملی ایران دعوت شد و در تاریخ ۱۶ آبان ماه ۱۳۹۱ اولین بازی ملی خود را به انجام رساند.